# 计数符号
计数符号（tally mark，hash mark）是用于清点、统计数目的数字符号。
在欧洲和美国，计数符号写成五个一组的线条。前面四个是竖的，第五个与前四个交叉。
在法國、阿根廷、巴西、智利，计数符号用口字表示前四个，第五个是由左上至右下的斜線。
在中国大陆、日本、韩国、台灣等漢字文化圈地區，计数符号用正字表示。「正」字由於筆劃恰為5劃，而且皆為清晰易辨的直筆，所以在一些使用漢字的國家或地區也被用來作為計數之用，特別是需要一筆一筆計算的情況。例如在投票開票時，某項每得一票便在該項的對應欄位中計上一筆，每5筆成一個「正」字，開票結束時只要計算有幾個「正」字和殘筆即能迅速算出得票數。5劃的「正」字計數法除了有能迎合十進位的方便外，也有便於稽查核對、減少人為疏漏的好處，因為計數過程中只要少了一筆劃，「正」字就不完整，容易喚起漢字使用者的注意。

## 示例
（欧洲、北美、香港 )
（法國、西班牙、阿根廷、巴西、智利）
（中国大陸、香港、澳門、日本、韩国、台灣、馬來西亞、新加坡）
（唐朝）

## 關聯項目
- 一進位